# Хорошее поведение
«Хоро́шее поведе́ние» (англ. Good Behavior) — американский драматический телесериал, основанной на серии новелл о мошеннице Летти Добеш писателя Блейка Крауча. TNT заказал первый сезон из 10-ти эпизодов в декабре 2015 года. Премьера сериала состоялась 15 ноября 2016 года. По крайней мере частично сериал был снят в Уилмингтоне, штат Северная Каролина.
14 января 2017 года сериал был продлён на второй сезон, премьера которого состоялась 15 октября 2017 года. 6 ноября 2018 года телеканал TNT принял решение о закрытии сериала после двух сезонов.

## Сюжет
Летти Рэйнс — испорченная недавно выпущенная из тюрьмы воровка и мошенница, которая хочет вернуть право опеки над десятилетним сыном Джейкобом. Её мать Эстель, которая является опекуном Джейкоба из-за того, что Летти попала в тюрьму, получила запретительный приказ, который препятствует любым контактам Летти с ребёнком. Летти изредка посещает своего надзирателя Кристиана, который рассержен её отношением и отсутствием прогресса. Во время ограбления гостиничного номера Летти, прячась в гардеробном шкафу, подслушивает разговор о заказном убийстве. Её безуспешная попытка предотвратить убийство приводит к сексуальной и личной связи с киллером Хавьером, участию в заказных убийствах и воссоединению с семьёй.

## В ролях
- Мишель Докери — Летти Рэйнс/Добеш[6]
- Хуан Диего Ботто — Хавьер Перейра[7]
- Терри Кинни — Кристиан Вудхилл, надзиратель Летти[8]
- Люсия Струс — Эстель, мать Летти[8]
- Нилс Джулиан Стил — Джейкоб, сын Летти
- Мария Ботто — Ава Перейра, сестра Хавьера
- Гидеон Эмери — Силк, бывший муж Авы

## Отзывы критиков
Сериал «Хорошее поведение» получил положительные отзывы критиков. На сайте-агрегаторе Rotten Tomatoes он держит 78 % «свежести», что основано на 23-х отзывах. Критический консенсус сайта гласит: «Не беря в расчёт манипулирование эмоциями, „Хорошее поведение“ является несомненно напряжённой и сексуальной драмой». На Metacritic сериал получил 65 баллов из ста, что основано на 22-х «в целом положительных» отзывах критиков.